# Lasseinerbucht
Lasseinerbucht je naselje v Občini Velikovec v Okraju Velikovec na Koroškem v Avstriji.